# Para (Distrikt)
Para ist ein Distrikt im Norden von Suriname. Im Norden grenzen die Distrikte Saramacca, Wanica und Commewijne, im Süden die Distrikte Brokopondo und Sipaliwini, im Osten der Distrikt Marowijne an den Distrikt Para.

## Geschichte und Tourismus
Ein Touristenziel des Distriktes ist die Jodensavanne, ein Ort, der im 17. Jahrhundert von ursprünglich aus Spanien geflohenen Juden gegründet wurde. 1685 wurde hier eine der ersten aus Ziegelsteinen hochgezogene Synagoge in der Neuen Welt gebaut, deren Ruinen noch zu besichtigen sind. Die Jodensavanne am Suriname wurde 1832 bei einem Brand fast gänzlich zerstört. Zu diesem Zeitpunkt waren der Ort sowie die dort angelegten Plantagen bereits verlassen und die Bewohner größtenteils nach Paramaribo gezogen. Während des Zweiten Weltkrieges wurde hier ein Barackenlager gebaut, in dem ab September 1942 rund 150 vermeintliche oder tatsächliche Unterstützer der Nationaal-Socialistische Beweging (NSB) aus Niederländisch-Indien interniert wurden. Sie wurden u. a. damit beschäftigt die alten jüdischen Grabstätten freizulegen.

## Politik und Verwaltungsgliederung
Im Parlament (De Nationale Assemblée) ist der Distrikt Para mit 3 Abgeordneten vertreten.
Der Distrikt Para ist seinerseits wiederum in folgende fünf Ressorts gegliedert (dezentralisiert):
- Para-Noord
- Para-Oost
- Para-Zuid
- Bigi Poika
- Carolina

## Wirtschaft und Verkehr
Die Wirtschaft wird vom Bauxitbergbau und der Forstwirtschaft dominiert. In Para befinden sich wichtige Bauxit-Abbau- und Produktionsstätten des Landes.
Im Distrikt Para, in Zanderij befindet sich außerdem der größte Flughafen des Landes, der Johan Adolf Pengel International Airport.